# Брагін Валерій Миколайович
Брагін Валерій Миколайович (рос. Валерий Николаевич Брагин; нар. 31 травня 1956) — колишній радянський і російський хокеїст, нападник.

## Кар'єра тренера
Брагін багато років керував молодіжною збірною Росії, а з червня 2020 року став головним тренером національної збірної Росії та команди СКА (Санкт-Петербург).